# Sinh lý cơ
Sinh lý cơ (myophysiology) là sự vận động của cơ thể dựa trên các cơ. Cơ gồm ba loại: cơ xương (hay còn gọi là cơ vân), cơ trơn (cơ tạng) và cơ tim.
Mỗi cơ vân có thể được coi như một cơ quan vì ngoài các mô cơ, nó còn chứa các mô liên kết, các sợi thần kinh, các bộ thu nhận cảm giác, các mạch máu. Các cơ này gắn vào xương và khi cơ co, giãn sẽ tạo ra các cử động.
Cơ trơn là một trong những thành phần mô của các cơ quan. Khi co giãn chúng gây ra sự vận động của các cơ quan bên trong. Ví dụ: đẩy thức ăn dọc theo ống tiêu hoá, duy trì huyết áp, kiểm soát mức độ co, giãn của đường hô hấp, v.v.
Cơ tim là một loại cơ đặc biệt có liên quan mật thiết tới hệ thống tuần hoàn trong cơ thể người và động vật.
Cơ chiếm khoảng 50% khối lượng cơ thể, trong đó cơ xương chiếm khoảng 40%, số còn lại là cơ trơn và cơ tim.